# Никола Мијаиловић (фудбалер)
Никола Мијаиловић (рођен у Београду, 15. фебруара 1982) је српски фудбалер. Последњи клуб за који је наступао је била Црвена звезда у Суперлиги Србије.
Био је на списку младе репрезентације Србије и Црне Горе, када је освојено сребро у Немачкој под Пижоновим вођством на Европском првенству 2004. године.